# Rivière Voldrogue
La rivière de la Voldrogue est un cours d'eau qui coule à Haïti dans le département de Grand'Anse et l'arrondissement de Jérémie. Elle rejoint le golfe de la Gonâve à environ cinq kilomètres à l'Est de la ville de Jérémie.

## Géographie
La rivière de la Voldrogue prend sa source dans les contreforts du massif de la Hotte à l'ouest de la péninsule de Tiburon. Le cours d'eau se dirige vers le nord et se jette dans le golfe de la Gonâve près de l'embouchure de la rivière de la Guinaudée et à l'ouest de la rivière des Roseaux. 
Son lit est large. Un nouveau pont enjambe la rivière de la Voldrogue pour permettre à la route nationale N°7 de franchir ce cours d'eau après avoir franchi ceux de la rivière des Roseaux et de la rivière de la Guinaudée.